# Takuya Wada
Takuya Wada (født 28. juli 1990) er en japansk fodboldspiller, som spiller for den japanske fodboldklub Sanfrecce Hiroshima.